# レコード著作権マーク
レコード著作権マーク（レコードちょさくけんマーク、sound recording copyright symbol）またはフォノグラム・マーク (phonogram symbol)は、フォノレコード（レコード盤、オーディオテープ、コンパクトディスク (CD)などの音声を記録したメディア）に記録された音声記録（フォノグラム）の著作権（原盤権）を表示するために使用される著作権マークである。「許諾を得ないレコードの複製からのレコード製作者の保護に関する条約」（レコード保護条約）第5条で定められている。
フォノグラム (phonogram)を意味する"P"を丸で囲んだ記号である。フォノグラムは、「レコード保護条約」の日本語訳においては「レコード」と訳されているが、ここではレコード盤だけでなくCDやカセットテープなど全ての音声記録メディアが含まれる。
フォノグラムには、基礎となる作品（通常は音楽作品であり、楽譜や書かれた歌詞で表現される）がある場合には、その作品の著作権とは別の著作権がある。フォノグラムの著作権表示は、音声そのものの著作権にまで及び、たとえ同じアーティストが演奏したとしても、他の演奏やバージョンには適用されない。

## 国際条約
このマークが初めて登場したのは、1961年に締結された著作権に関する多国間条約である「実演家、レコード製作者及び放送機関の保護に関する国際条約」（ローマ条約）である。ローマ条約の第11条には次のような規定があった。
If, as a condition of protecting the rights of producers of phonograms, or of performers, or both, in relation to phonograms, a Contracting State, under its domestic law, requires compliance with formalities, these shall be considered as fulfilled if all the copies in commerce of the published phonogram or their containers bear a notice consisting of the symbol ℗, accompanied by the year date of the first publication, placed in such a manner as to give reasonable notice of claim of protection...
締約国は、レコードに関するレコード製作者若しくは実演家又はその双方の権利の保護の条件として国内法により一定の方式に従うことを要求する場合において、発行されたレコードの複製物であって市販されているもののすべて又はその容器に、保護が求められていることが明らかになるような適当な方法で最初の発行の年とともに℗の記号が表示されているときは、その要求が満たされたものと認める。（後略）
1971年に別の多国間著作権条約である「許諾を得ないレコードの複製からのレコード製作者の保護に関する条約」（レコード保護条約）が締結された際、第5条に同様の規定が盛り込まれた
If, as a condition of protecting the producers of phonograms, a Contracting State, under its domestic law, requires compliance with formalities, these shall be considered as fulfilled if all the authorized duplicates of the phonogram distributed to the public or their containers bear a notice consisting of the symbol ℗, accompanied by the year date of the first publication, placed in such manner as to give reasonable notice of claim of protection...
締約国は、国内法令に基づきレコード製作者の保護の条件として方式の履行を要求する場合において、許諾を得て作成されたレコードの複製物であつて公衆に頒布されたもののすべて又はその容器に最初の発行の年とともに℗の記号が、保護の求められていることが明らかになるような適当な方法で、表示されているときは、その要求が満たされたものと認める。（後略）

## アメリカ合衆国法
1971年、アメリカ合衆国がフォノグラム（米国法では「サウンド・レコーディング」という）に限定的な著作権保護を拡大した際に、このマークがアメリカ合衆国の著作権法に導入された。これは、アメリカ合衆国が起草に関わったレコード保護条約への加盟を予期したものである。1971年10月15日、アメリカ合衆国議会は1971年サウンド・レコーディング法（1971年サウンド・レコーディング修正法とも呼ばれる）を制定し、1909年の著作権法を改正してサウンド・レコーディングの保護を追加し、サウンド・レコーディングの著作権表示を規定した。サウンド・レコーディング法では、1909年著作権法の第19節の末尾に、レコード保護条約に規定されたマークを組み込んだ、サウンド・レコーディングに特有の著作権表示の規定が追加された。
In the case of reproductions of works specified in subsection (n) of section 5 of this title ["Sound recordings"] , the notice shall consist of the symbol ℗, (the letter P in a circle), the year of first publication of the sound recording, and the name of the owner of copy right in the sound recording, or an abbreviation by which the name can be recognized, or a generally known alternative designation of the owner...
このタイトルの第5節(n)項で指定された著作物（「サウンド・レコーディング」）の複製の場合、通知は、記号℗（円の中にPの文字）、サウンド・レコーディングの最初の発行年、サウンド・レコーディングの著作権の所有者の名前、またはその名前を認識できる略語、または所有者の一般的に知られている代替的な呼称で構成されなければならない...。
このマークの指定は、現行の1976年著作権法の第402(b)条に引き継がれている。同条では、サウンド・レコーディングに非強制的な著作権表示を行うことを規定している。
If a notice appears on the phonorecords, it shall consist of the following three elements:
(1) the symbol ℗ (the letter P in a circle); and
(2) the year of first publication of the sound recording; and
(3) the name of the owner of copyright in the sound recording, or an abbreviation by which the name can be recognized, or a generally known alternative designation of the owner; if the producer of the sound recording is named on the phonorecord labels or containers, and if no other name appears in conjunction with the notice, the producer’s name shall be considered a part of the notice.
フォノレコードに通知が表示される場合は、以下の3つの要素から構成される。
(1) 記号℗（円の中にPの文字）
(2) 音源の最初の発行年
(3) 音源の著作権者の名前、またはその名前を認識できる略語、または一般に知られている所有者の代替呼称。音源の製作者がフォノレコードのラベルまたは容器に名前が記載されている場合、および通知と併せて他の名前が表示されていない場合、製作者の名前は通知の一部とみなされる。

## 符号位置
このマークは、UnicodeではU+2117 ℗ sound recording copyrightというコードポイントを持ち、補足的に文字プロパティ名として"published"と"phonorecord sign"が付いている。
この文字は、Ⓟ（丸付きラテン大文字P）およびⓟ（丸付きラテン小文字P）と見た目が似ているが、互いに異なる文字である。
| 記号 | Unicode | JIS X 0213 | 文字参照         | 名称                                   |
| ---- | ------- | ---------- | ---------------- | -------------------------------------- |
| ℗    | U+2117  | -          | &#x2117; &#8471; | SOUND RECORDING COPYRIGHT              |
| Ⓟ    | U+24C5  | -          | &#x24C5; &#9413; | CIRCLED LATIN CAPITAL LETTER P         |
| ⓟ    | U+24DF  | 2C50       | &#x24DF; &#9439; | 丸P小文字 CIRCLED LATIN SMALL LETTER P |